# Mardż ad-Durr
Mardż ad-Durr (arab. مرج الدر) – miejscowość w Syrii, w muhafazie Hims. W 2004 roku liczyła 295 mieszkańców.